# Miguel Lazpiur
Miguel Lazpiur Lamariano (Vergara, Guipúzcoa, 16 de septiembre de 1942) es un empresario español que fue presidente de Confebask entre los años 2005 y 2011. Actualmente es director general de la empresa Construcciones Mecánicas Lazpiur y presidente de la Fundación Caza Sostenible y Biodiversidad (Funcasbiod).

## Biografía
Realizó estudios mecánicos de Formación Profesional en el instituto de Miguel Altuna de Bergara, donde obtuvo la titulación de Maestro Industrial.
Su primer trabajo fue como tornero en Industrias Nito de Mondragón y en Andrés Alberdi, de Éibar.
En el año 1960 se incorporó a la empresa regentada por su padre, José Lazpiur Elcoro, que había sido fundada en 1914 por su abuelo José Lazpiur Aguirrebalzategui. La empresa, que se dedicó durante la primera etapa a la fabricación de calzado, se convirtió en un taller mecánico para mecanizado de piezas. La fuerza laboral de la empresa lo constituían el padre y los dos hijos, una vez se incorporó Agustín (hermano de Miguel), terminados sus estudios.
Una vez consolidada la actividad, en 1964 Miguel Lazpiur diseñó la primera máquina automática para punteado de tornillo durante el servicio militar y obtuvo su primera patente de invención.
En el año 1985, tras el fallecimiento de su padre, Miguel Lazpiur asumió la gerencia de la empresa.
En 2002 se creó la empresa Caldererías Zubikua, en Vergara, como parte del Grupo Lazpiur. El grupo da empleo en estos momentos a unos 112 empleados y tiene numerosas patentes de invención.
Además de ser el director general del grupo, Miguel Lazpiur ocupa actualmente los siguientes cargos: presidente de la Fundación Caza Sostenible y Biodiversidad (Funcasbiod), miembro del patronato de IK4-Tekniker y miembro del consejo de Asepeyo Norte. 
En el pasado fue vicepresidente de la CEOE entre 2008 y 2011, vicepresidente de la patronal guipuzcoana Adegi, miembro del consejo asesor de Innobasque y miembro del patronato de la ONG Fundación Internacional de Solidaridad Compañía de María (FISC).
Está casado, tiene una hija y dos nietas.

## Distinciones
- Premio Korta 2012 por su trayectoria empresarial.[10]
- Premio Eurogap 2015.[11]
- Premio PYME 2015 en los premios Somos Empresa.[12]